# Estación de Nápoles Central
La Estación de Nápoles Central (en italiano: Stazione di Napoli Centrale) es la principal estación ferroviaria de la ciudad de Nápoles y de Italia meridional, y la sexta de Italia por flujo de pasajeros, moviendo 390 trenes al día, con 137 mil viajeros diarios y un total de unos 50 millones al año.
La estación se encuentra incluida en el grupo de las 13 "Grandes Estaciones" italianas (Grandi Stazioni).

## Historia
Nápoles fue la primera ciudad de Italia en disponer de una estación ferroviaria cuando, el 3 de octubre de 1839, el rey Fernando II de las Dos Sicilias inauguró el tramo Nápoles-Portici. Sucesivamente se construyeron dos estaciones puestas una al lado de la otra, en Via dei Fossi (el actual Corso Garibaldi): la estación de la sociedad Bayard (1839), terminal de la línea hacia Salerno, y la estación de la sociedad Regia, terminal de la línea hacia Roma (1843).
Debido al aumento del tráfico y a las nuevas necesidades, se decidió concentrar los tráficos en una única estación central, ubicada al Norte de las dos preexistentes. La nueva estación, proyectada en estilo neorrenacentista por el arquitecto Errico Alvino, fue activada en 1867. Siendo colocada en posición más avanzada respecto a la actual, ocupaba gran parte de la Plaza Garibaldi de hoy.
En 1925, con la activación del tramo urbano de la línea Roma-Formia-Napoli (también llamado "metropolitana", siendo parcialmente subterráneo), las vías fueron trasladadas algunos centenares de metros hacia el Este, consiguiendo una plaza mucho más amplia, mientras el originario edificio de viajeros fue destinado como parada de la actual línea 2, con el nombre de Napoli Piazza Garibaldi.
El plan regulador general de 1939 preveía la eliminación de la estación, reemplazándola con una nueva instalación, en dirección norte-sur, colocada en la periferia oriental de la ciudad. La Segunda Guerra Mundial impidió la realización de un proyecto tan ambicioso, así que en la posguerra se decidió mantener la estación existente, construyendo sin embargo un nuevo edificio de viajeros. Fue convocado un concurso y el proyecto ganador fue el de un equipo de arquitectos compuesto por Massimo Battaglini, Corrado Cameli, Carlo Cocchia, Giulio De Luca, Pier Luigi Nervi, Luigi Piccinato, Giuseppe Vaccaro y Bruno Zevi. Las obras terminaros en 1960, con la demolición de todas las viejas estructuras y una ulterior ampliación de Plaza Garibaldi, con la eliminación de las dos calles que flanqueaban el antiguo edificio, o sea Via Indipendenza y Via Libertà.

### El antiguo edificio de la Estación de Nápoles Central

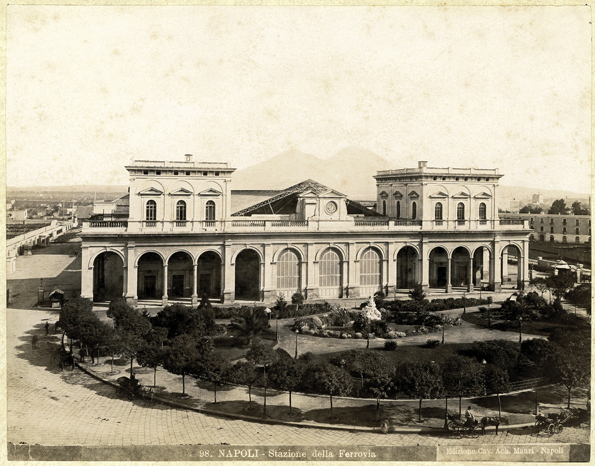
La estación, ca. 1869.
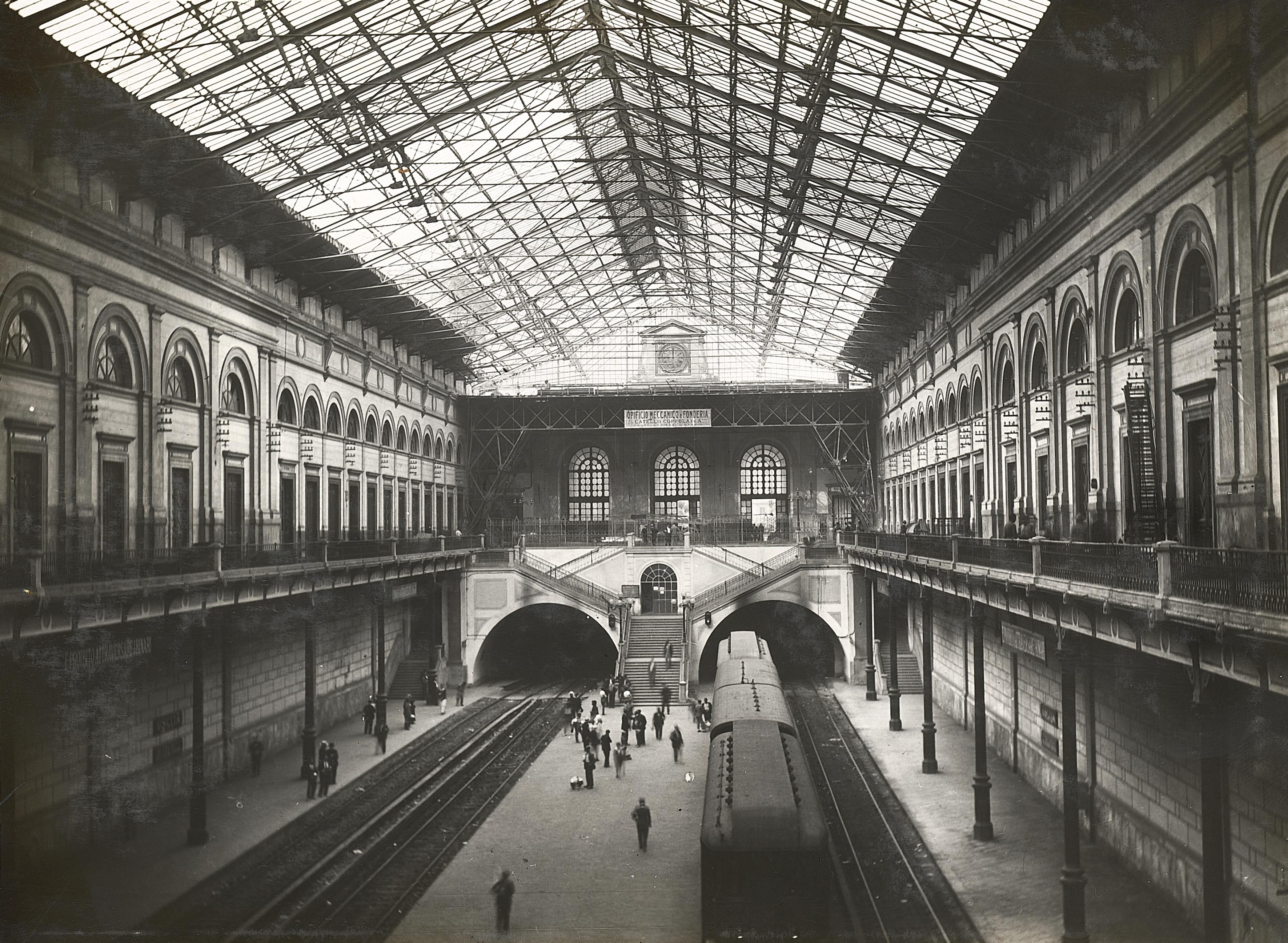
Interior.
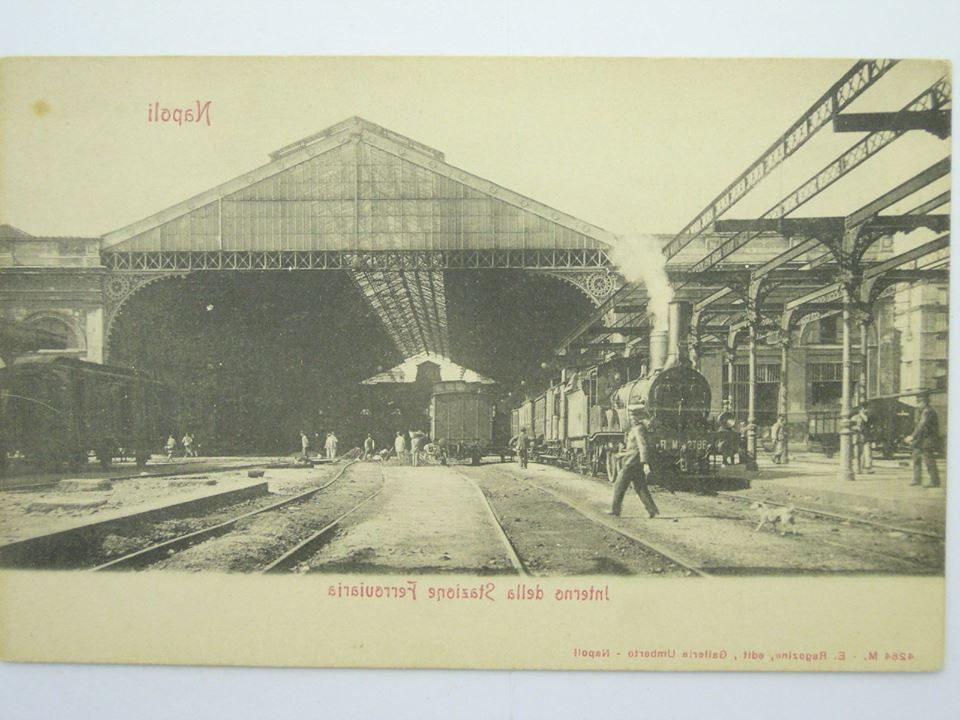
Techo de vidrio.
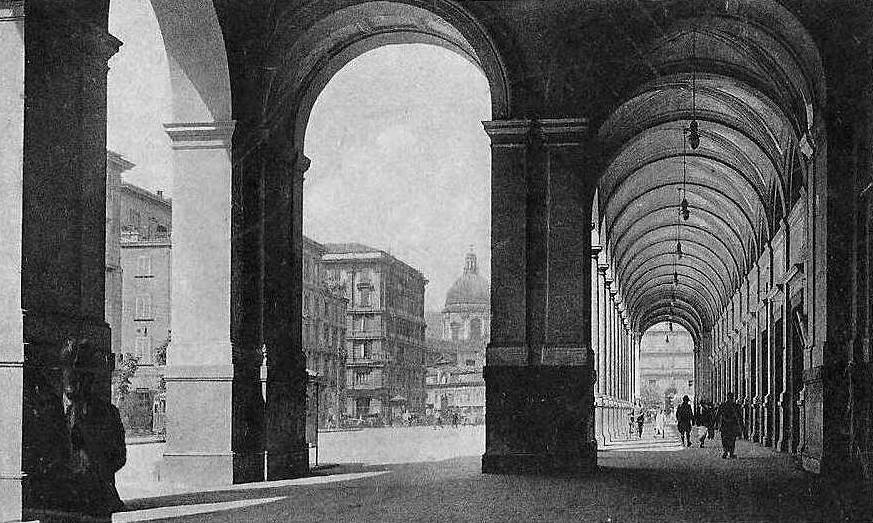
Porche.
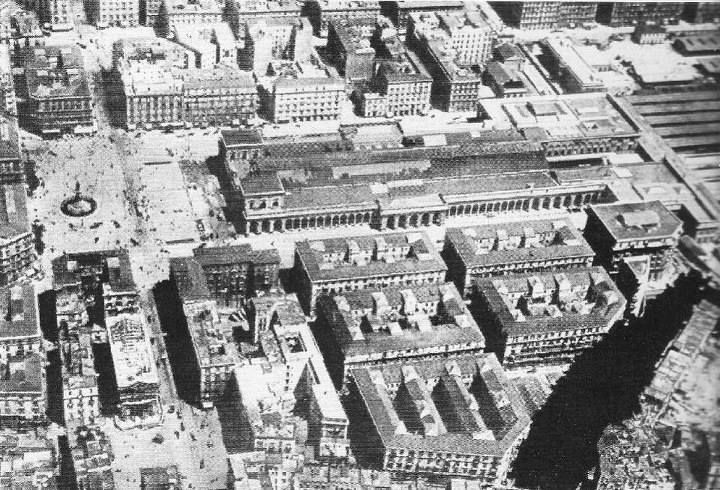
Vista aérea en los años 1920s.
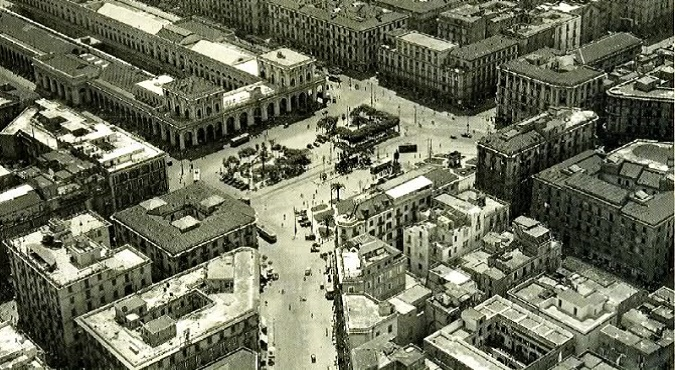
Vista aérea en los años 1950s.
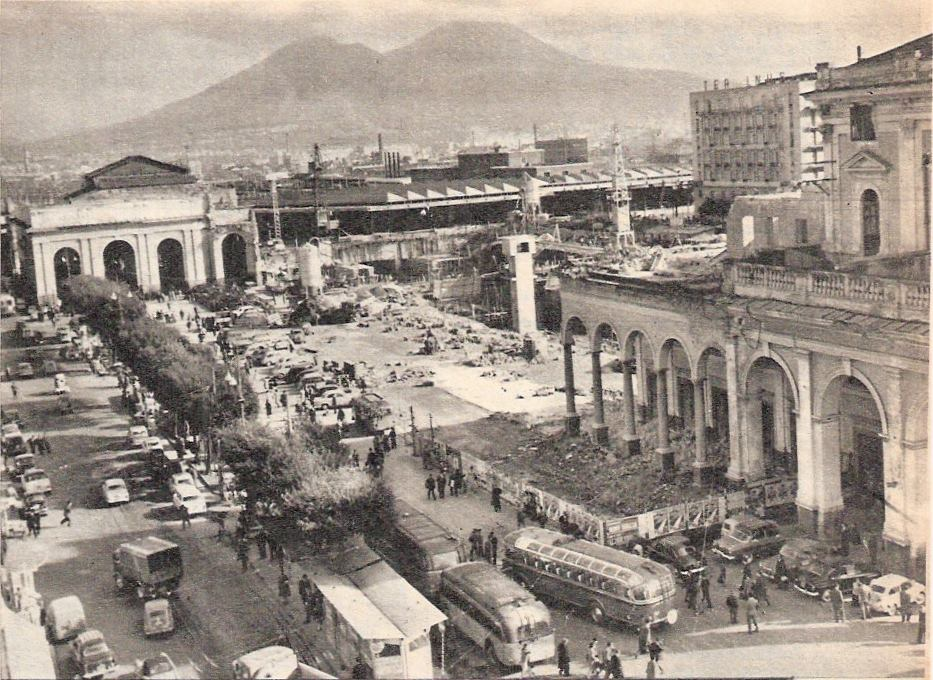
Demolición del antiguo edificio y edificación del nuevo, más atrasado.

## Descripción

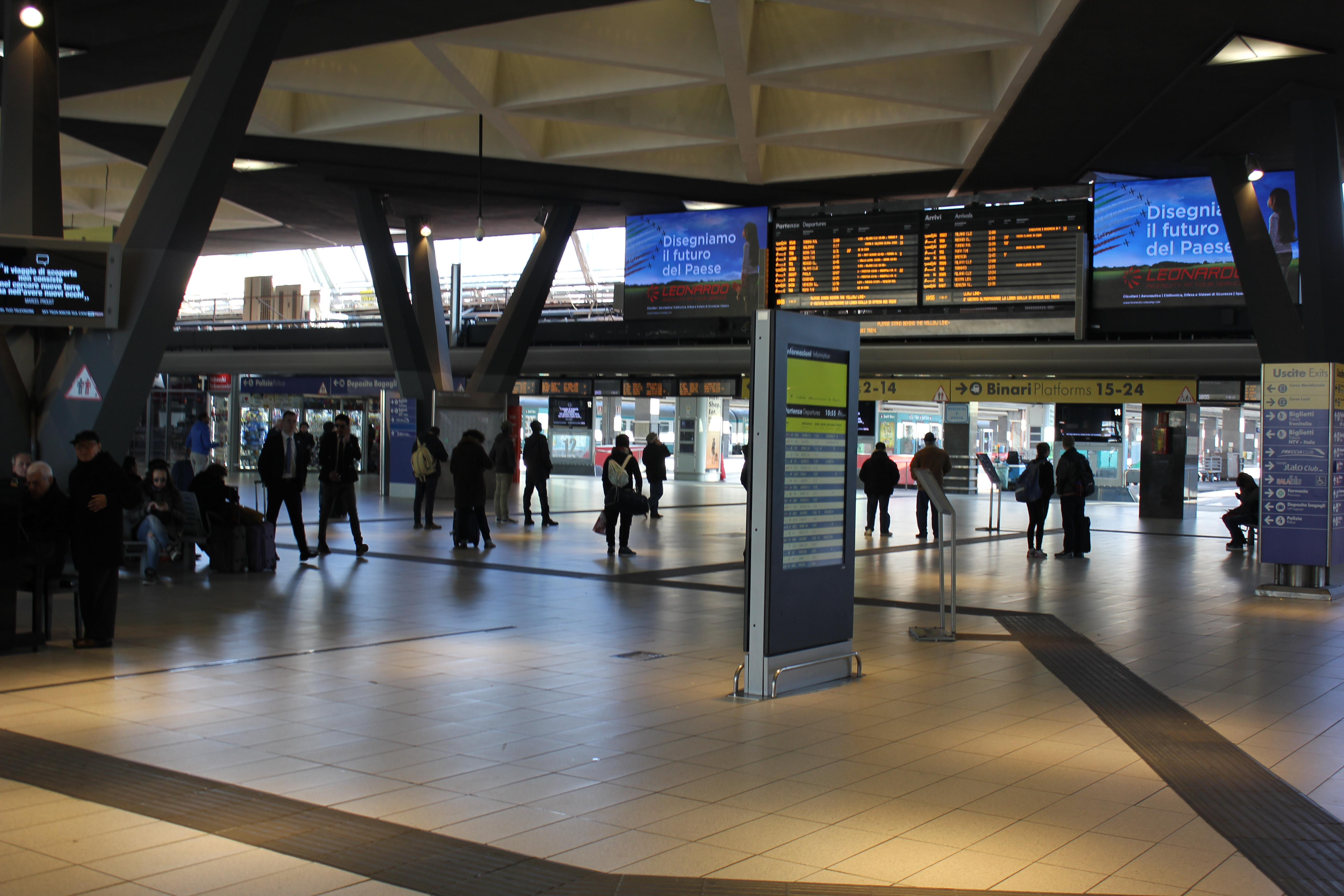
Interior de la Estación de Nápoles Central.

La Estación de Nápoles Central cuenta con 24 vías. Entre los elementos arquitectónicos que caracterizan el edificio, destaca el techo de pirámides. Innovadores fueron también los pilares en forma de trípodes al revés que sustentan las marquesinas puestas a la entrada de la estación y a la cabeza de las vías. Desde el piso inferior se accede a la parada Garibaldi de la línea 1, a la parada Napoli Piazza Garibaldi de la línea 2 y a la parada Napoli Garibaldi de la Circumvesuviana.
La estación fue incluida en el programa de recalificación de las principales estaciones ferroviarias de Italia, a cargo de una subsidiaria de Ferrovie dello Stato llamada Grandi Stazioni. En los últimos años, la estación ha sido así objeto de un amplio plan de recalificación y reestructuración, creando una estructura más moderna, funcional y estéticamente agradable, con la reconstrucción de las coberturas superiores, la reestructuración de la zona subterránea destinada al metro urbano y regional, la instalación de varios ascensores y de nuevas escaleras móviles, la abertura de una serie de espacios para los servicios de acogida de los clientes de Trenitalia, taquillas, restaurantes y muchas tiendas.

## Destinos principales

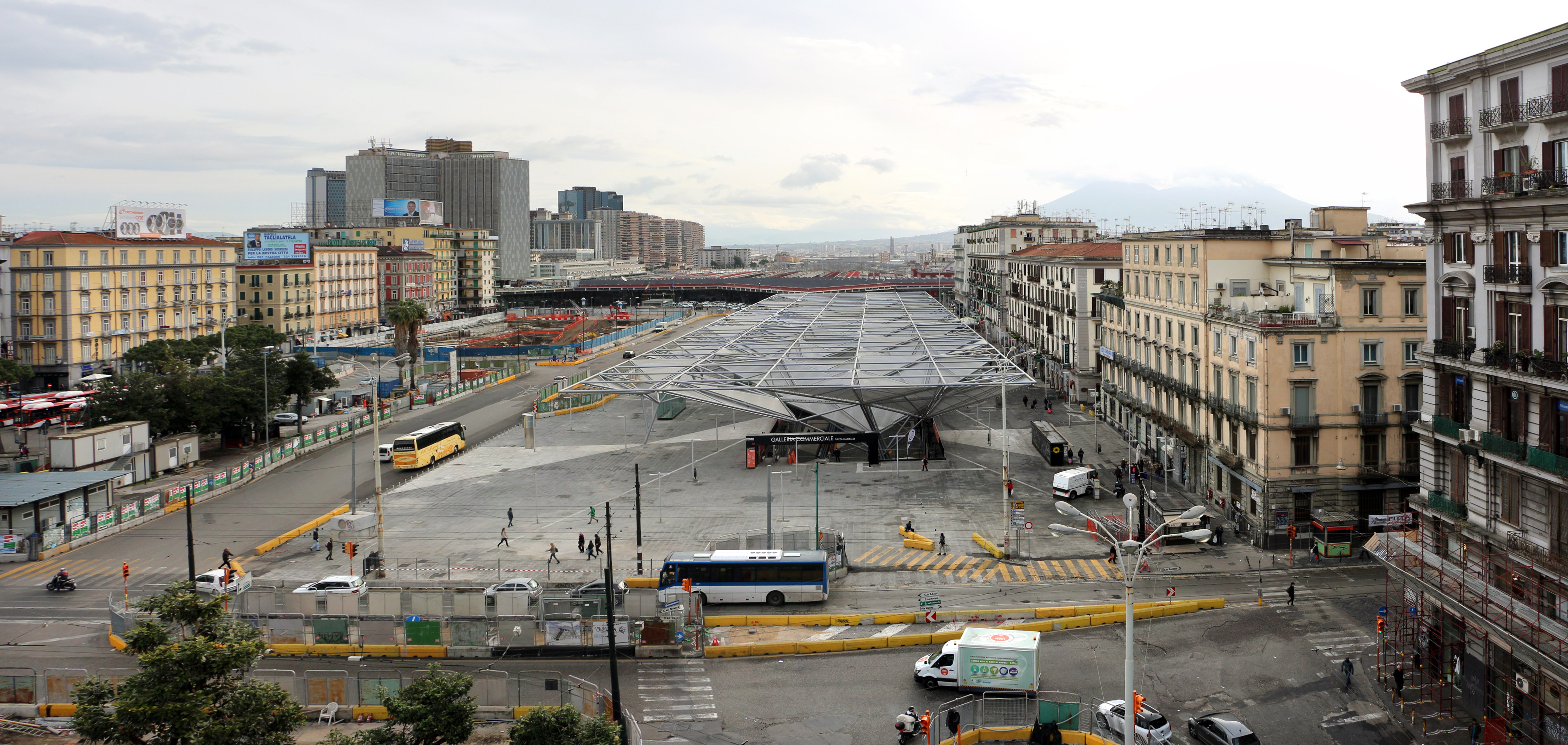
Plaza Garibaldi con la Estación de Nápoles Central en el fondo.

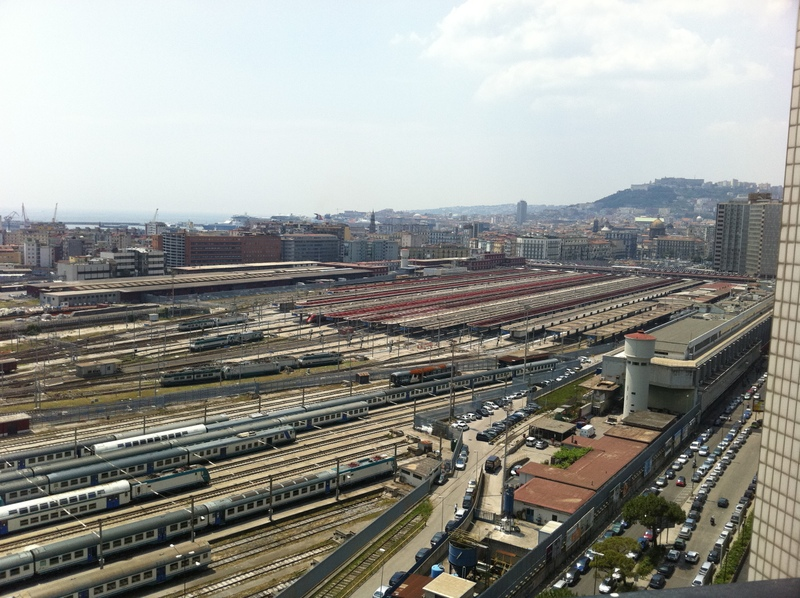
El amplio conjunto de las vías de Nápoles Central.

- Bolonia Central (IC, ICN,[6] Frecciarossa, Frecciargento, Italo)
- Catania Central (IC, ICN)
- Florencia S.M.N. (Frecciarossa, Italo)
- Génova Piazza Principe (IC, ICN)
- Mesina Central (IC, ICN)
- Milán Central (IC, Frecciarossa, Italo)
- Palermo Central (IC, ICN)
- Regio de Calabria Central (IC, Frecciabianca, Frecciargento)
- Roma Termini (R, IC, Frecciabianca, Frecciargento, Frecciarossa, Italo)
- Turín Puerta Nueva (ICN, IC, Frecciarossa, Italo)
- Venecia Santa Lucía (Frecciarossa, Italo)
- Verona Puerta Nueva (Frecciargento, Italo)